# A Hamilton Tigers játékosainak listája
Ez a lista a Hamilton Tigers (1920–1925) játékosait tartalmazza, akik legalább egy mérkőzésen pályára léptek az National Hockey League-ben. Ez a lista nem tartalmazza a New York Americans (1925–1926 és 1940–1941 között) és Brooklyn Americans (1941–1942) játékosait.
| Ábécé szerinti tartalomjegyzék                      |
| --------------------------------------------------- |
| A B C D E F G H I J K L M N O P Q R S T U V W X Y Z |

## A
- Amos Arbour,

## B
- Edmond Bouchard,
- Billy Burch,

## C
- George Carey,
- Eddie Carpenter,
- Bert Corbeau,
- Charlie Cotch,
- John Coughlin,
- Billy Coutu,

## D
- Corbett Denneny,
- Cecil Dye,

## F
- Vernon Forbes,
- Jack Fraser,

## G
- Leth Graham,
- Red Green,
- Wilfred Green,

## L
- Charlie Langlois,
- Eddie Lowrey,

## M
- Joe Malone,
- Joe Matte,
- Tom McCarthy,
- Moylan McDonnell,
- Alex McKinnon,
- Fred McLean,
- Harry Mummery,

## P
- Charles Pletsch,
- George Prodgers,

## R
- Ken Randall,
- Leo Reise,
- Mickey Roach,

## S
- Ganton Scott,
- Jesse Spring,

## W
- Carol Wilson,